# Joanna Kil
Joanna Kil (* 9. Juli 2000) ist eine polnische Nordische Kombiniererin und Skispringerin.

## Werdegang
Kil, die für AZS Zakopane startet, gab ihr internationales Debüt im Skispringen am 27. September 2014 im Rahmen des FIS Cup in Râșnov. Bei ihrem ersten Start im Skisprung-Continental-Cup belegte sie den siebten Platz in Notodden, was sie bei den folgenden Wettbewerben allerdings nicht mehr bestätigen konnte.
Kil nahm an den Nordischen Junioren-Skiweltmeisterschaften 2018 in Kandersteg teil. Dabei sprang sie im Einzelwettbewerb von der Normalschanze auf den 25. Platz. Darüber hinaus trat sie im Teamspringen und im Mixed-Team-Wettkampf an, wo sie gemeinsam mit ihren Teamkolleginnen und -kollegen den neunten bzw. achten Rang erreichte.
Im Januar 2019 debütierte Kil zunächst in Schonach im Alpencup der Nordischen Kombination. Nach zwei Platzierungen unter den Top 15 trat sie auch bei den Nordischen Junioren-Skiweltmeisterschaften 2019 im finnischen Lahti in der Kombination an und reihte sich beim ersten offiziellen Juniorinnen-Wettkampf auf Platz 27 ein. Im Spezialspringen sprang sie auf Platz 48 sowie auf den achten Rang im Teamspringen gemeinsam mit Anna Twardosz, Kinga Rajda und Kamila Karpiel. Drei Wochen später gab Kil ihr Debüt im Continental Cup der Nordischen Kombination, bei dem sie in Rena die Plätze 16 und 19 belegte. Bei den polnischen Skisprungmeisterschaften im März gewann Kil ihre erste nationale Medaille, als sie in der Abwesenheit der beiden besten polnischen Springerinnen Rajda und Karpiel Dritte hinter Joanna Szwab und Twardosz wurde.
Im Mai 2020 gab Kil bekannt, seit einigen Monaten nicht mehr trainieren zu würden und beklagte dabei mangelnde Unterstützung durch den polnischen Skiverband. Zwar verkündete sie nicht ihr offizielles Karriereende, doch schätze sie die Chancen einer Rückkehr für gering ein. Im Dezember 2022 nahm sie erstmals wieder an internationalen Wettkämpfen teil. Bei den Nordischen Skiweltmeisterschaften 2025 in Trondheim belegte sie im Massenstart Rang 29. Im Teamwettbewerb der Skispringerinnen wurde sie zudem Elfte.

## Statistik

### Nordische Kombination

#### Continental-Cup-Platzierungen
| Saison  | Platz | Punkte |
| ------- | ----- | ------ |
| 2018/19 | 41.   | 27     |

### Skispringen

#### Continental-Cup-Platzierungen
| Saison  | Platz | Punkte |
| ------- | ----- | ------ |
| 2017/18 | 44.   | 46     |